# Chapelle de Locmaria d'Inguiniel
La chapelle de Locmaria est située au lieu-dit "Locmaria" sur la commune d'Inguiniel dans le Morbihan.

## Historique
La chapelle fait l’objet d’une inscription à l'inventaire supplémentaire des monuments historiques depuis le 20 mars 1934.

## Galerie

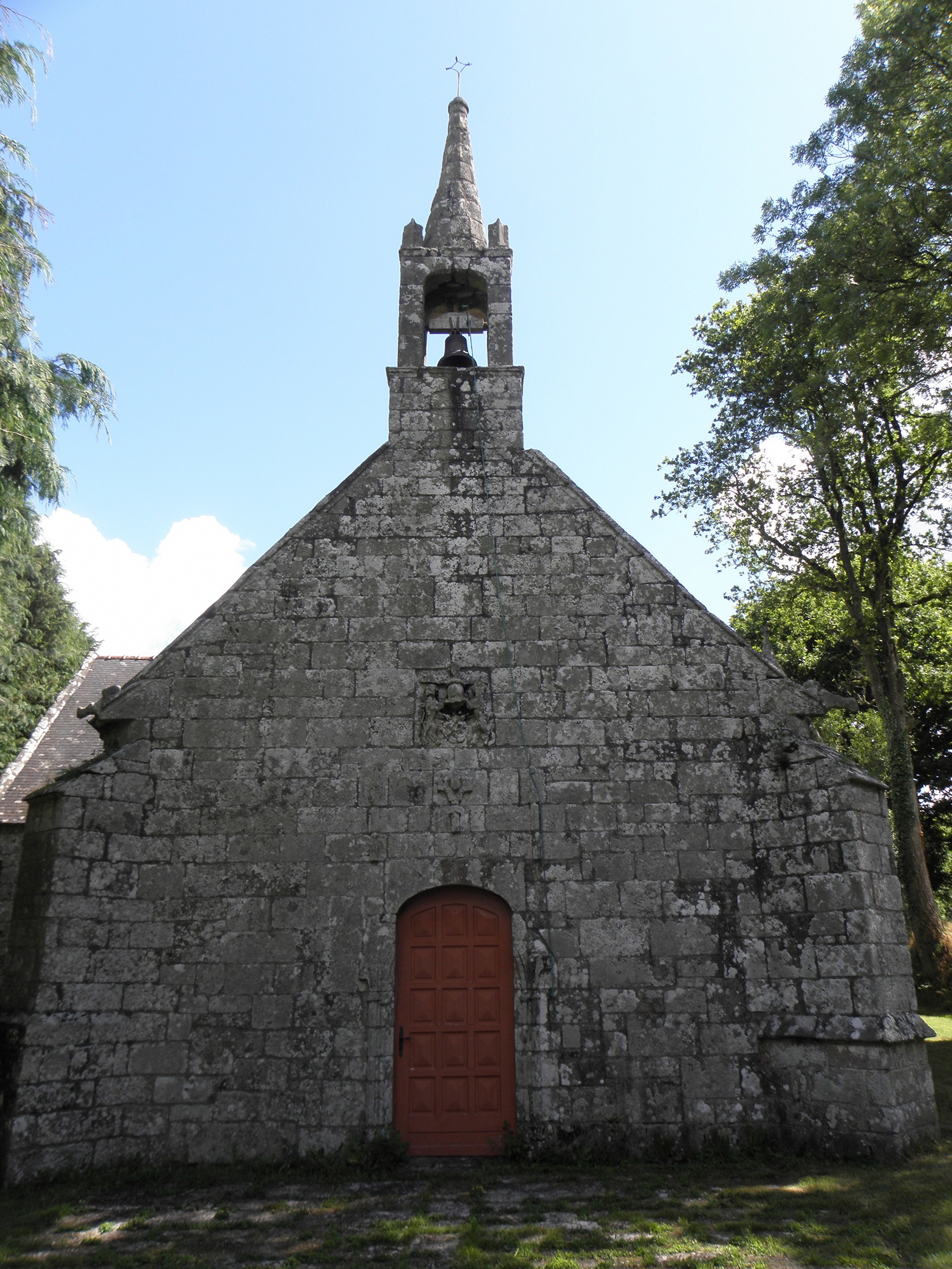
Façade occidentale de la chapelle.
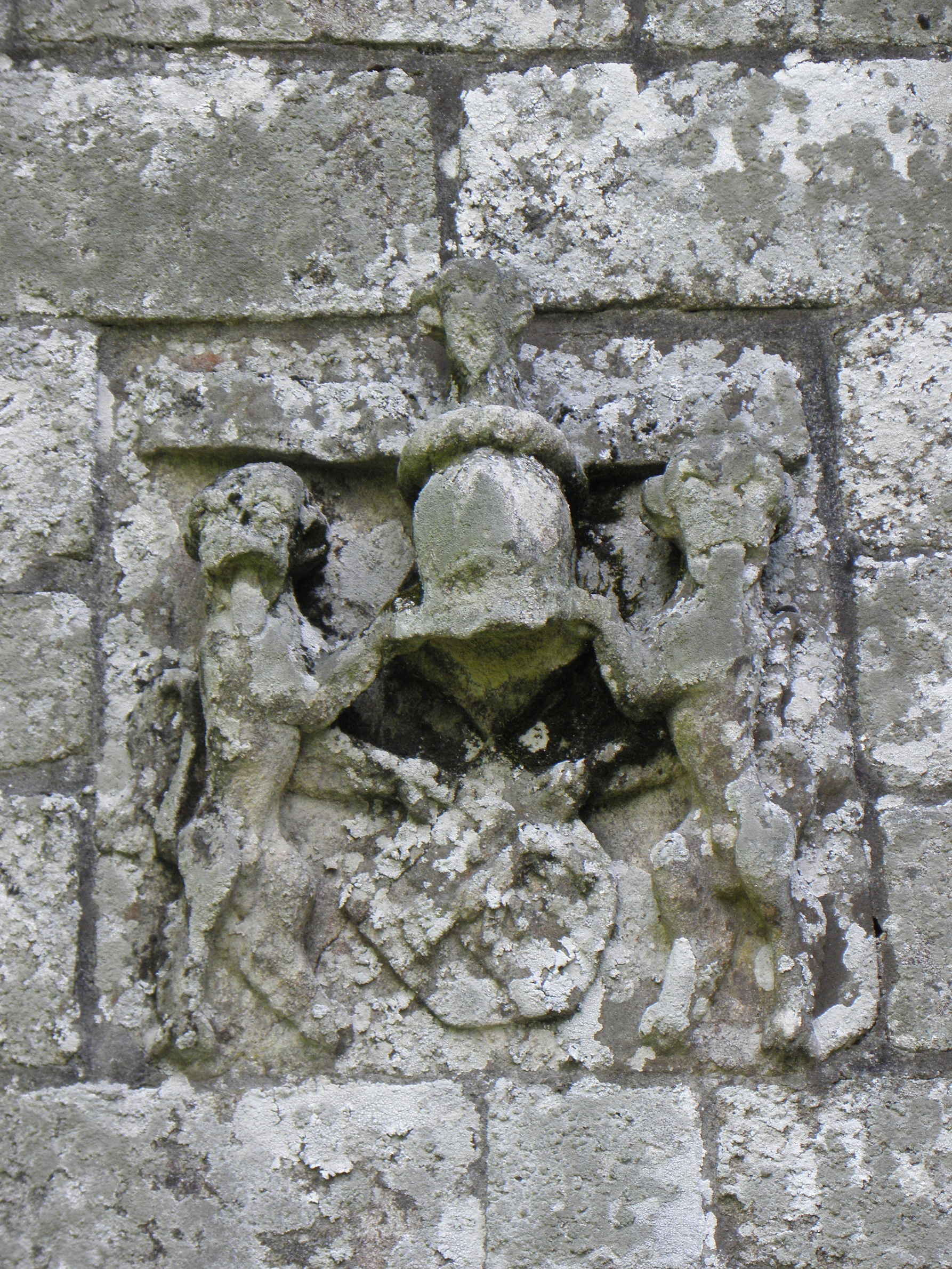
Armes des Jégado ornant la façade occidentale.